# Прыжки в воду на летних Олимпийских играх 2012
Соревнования по прыжкам в воду на летних Олимпийских играх 2012 прошли с 28 июля по 11 августа. Были разыграны 8 комплектов наград (по 4 у мужчин и женщин).
Сборные России и США выиграли свои первые золотые медали в прыжках в воду с 2000 года. В общем зачёте традиционно сильнейшими на 7-й Олимпиаде подряд стали китайские спортсмены, выигравшие все 4 женских вида, а также оба синхронных мужских. 26-летняя У Минься (прыжки с трамплина) и 19-летняя Чэнь Жолинь (прыжки с вышки) выиграли в Лондоне свои четвёртые в карьере золотые олимпийские награды.
19-летняя Панделела Ринонг выиграла первую в истории медаль Малайзии в прыжках в воду на Олимпийских играх. Эта медаль стала для Малайзии первой на Олимпиадах, выигранной не в бадминтоне.

## Медали

### Общий зачёт
(Жирным выделено самое большое количество медалей в своей категории; принимающая страна также выделена)
| Общее количество медалей |                |        |         |        |       |
| Место                    | Страна         | Золото | Серебро | Бронза | Всего |
| 1                        | Китай          | 6      | 3       | 1      | 10    |
| 2                        | США            | 1      | 1       | 2      | 4     |
| 3                        | Россия         | 1      | 1       | 0      | 2     |
| 4                        | Мексика        | 0      | 2       | 1      | 3     |
| 5                        | Австралия      | 0      | 1       | 0      | 1     |
| 6                        | Канада         | 0      | 0       | 2      | 2     |
| 7                        | Малайзия       | 0      | 0       | 1      | 1     |
| 7                        | Великобритания | 0      | 0       | 1      | 1     |

### Медалисты

#### Мужчины
| Дисциплина                                 | Золото                           | Серебро                                  | Бронза                            |
| Трамплин, 3 метра см. подробнее            | Илья Захаров Россия              | Цинь Кай Китай                           | Хэ Чун Китай                      |
| Синхронный трамплин, 3 метра см. подробнее | Китай · Ло Юйтун · Цинь Кай      | Россия · Илья Захаров · Евгений Кузнецов | США · Трой Дюмей · Кристиан Ипсен |
| Вышка, 10 метров см. подробнее             | Дэвид Будайя США                 | Цю Бо Китай                              | Томас Дэйли Великобритания        |
| Синхронная вышка, 10 метров см. подробнее  | Китай · Цао Юань · Чжан Яньцюань | Мексика · Иван Гарсия · Херман Санчес    | США · Дэвид Будайя · Ник Маккрори |

#### Женщины
| Дисциплина                                 | Золото                        | Серебро                                     | Бронза                                   |
| Трамплин, 3 метра см. подробнее            | У Минься Китай                | Хэ Цзы Китай                                | Лаура Санчес Мексика                     |
| Синхронный трамплин, 3 метра см. подробнее | Китай · У Минься · Хэ Цзы     | США · Келси Брайант · Эбигейл Джонстон      | Канада · Дженнифер Абель · Эмили Хейманс |
| Вышка, 10 метров см. подробнее             | Чэнь Жолинь Китай             | Бриттани Бробен Австралия                   | Панделела Ринонг Малайзия                |
| Синхронная вышка, 10 метров см. подробнее  | Китай · Чэнь Жолинь · Ван Хао | Мексика · Паола Эспиноса · Алехандра Ороско | Канада · Меган Банфето · Розалин Филион  |

## Спортивные объекты
| Центр водных видов спорта |
| ------------------------- |
|                           |
| Вместимость: 17 500       |